# Chaubunagungamaug
Chaubunagungamaug je jezero východně od Websteru v americkém státě Massachusetts, asi 70 km jihozápadně od Bostonu.
Je proslavené svým dlouhým názvem, který je nejdelším toponymem v USA. Název je složité nejen vyslovit, ale i správně napsat. Důsledkem jsou chyby, které vytvářejí variantní názvy (jedna varianta jeho jména zněla Chargoggagoggmanchaoggagoggchaubunaguhgamaugg, v současnosti Chargoggagoggmanchauggagoggchaubunagungamaugg.), ale i snaha užívat kratší název nebo prostě název odvozený od obce, tedy Websterské jezero.